# Font del Safareig
La Font del Safareig es troba al Parc de la Serralada Litoral, la qual és així anomenada perquè la seua aigua és recollida en una pica rectangular amb forma de safareig.

## Descripció
Raja poc normalment, però a la pica no hi manca mai aigua. Uns troncs inclinats introduïts dins de l'aigua permeten als petits animalons baixar-hi a beure.

## Accés
És ubicada a Alella: situats al trencall cap a la Font dels Eucaliptus, pugem 140 metres fins a arribar a un revolt a la dreta. Allà surt un senderó a l'esquerra que en pocs metres ens deixa a la font. Coordenades: x=439228 y=4595464 z=320.